# План создания университетов и академических дисциплин мирового класса
План Создания университетов и академических дисциплин мирового класса (также известная как Double First Class University Plan, кит. 世界一流大学和一流学科建设) — это план правительства Китая, задуманный в 2015 году чтобы к концу 2050 года всесторонне развить группу элитных китайских университетов, отдельных факультетов и дисциплин мирового уровня.
В сентябре 2017 года «проект 985» и «проект 211» были объединены и трансформированы в новый, целью которого является создание университетов и дисциплин мирового класса к концу 2050 года. Полный список спонсируемых университетов и дисциплин был опубликован в сентябре 2017 года, который включает 42 университета первого класса (36 школ класса A и шесть школ класса B) и 465 дисциплин первого класса (разбросанных по 140 школам, включая университеты первого класса).

Изначально было неясно, представляет ли этот план новый способ ранжирования университетов в Китае или заменяет Проект 211, Проект 985 и Лигу C9.

## «Университеты мирового класса»
Списки университетов класса A, класса B и дисциплин Double Class были выпущены Министерством образования Китая без какого-либо ранжирования в списках (по «школьному кодексу»). Эти списки следуют в алфавитном порядке.

### Класс А (36 университетов)
- Университет Бэйхан (北京 航空 航天 大学)
- Пекинский технологический институт (北京 理工 大学)
- Пекинский педагогический университет (Normal师范大学)
- Центральный Южный Университет (中南 大学)
- Китайский аграрный университет (中国 农业 大学)
- Университет Чунцина (重庆 大学)
- Даляньский технологический университет (大连 理工 大学)
- Восточно-китайский педагогический университет (华东 师范大学)
- Университет Фудань (复旦大学)
- Харбинский технологический институт (哈尔滨 工业 大学)
- Хуачжунский университет науки и техники (华中 科技 大学)
- Университет Цзилинь (吉林 大学)
- Университет Ланьчжоу (兰州 大学)
- Китайский университет Миньцзу (中央 民族 大学)
- Нанкинский университет (南京大学)
- Нанкайский университет (南开大学)
- Национальный университет оборонных технологий (国防 科技 大学)
- Северо-Западный политехнический университет (西北 工业 大学)
- Океанский университет Китая (中国 海洋 大学)
- Пекинский университет (北京大学)
- Китайский университет Жэньминь (中国 人民 大学)
- Университет Шаньдун (山东 大学)
- Шанхайский университет Цзяо Тонг (上海 交通 大学)
- Сычуаньский университет (四川 大学)
- Южно-Китайский технологический университет (华南 理工 大学)
- Юго-восточный университет (东南 大学)
- Университет Сунь Ятсена (中山大学)
- Университет Тяньцзиня (天津 大学)
- Университет Тунцзи (同济大学)
- Университет Цинхуа (清华大学)
- Университет электронных наук и технологий Китая (电子 科技 大学)
- Университет науки и техники Китая (中国 科学 技术 大学)
- Университет Ухань (武汉 大学)
- Университет Сиань Цзяотун (西安 交通 大学)
- Университет Сямынь (厦门 大学)
- Университет Чжэцзян (浙江 大学)

### Класс B (6 университетов)
- Университет Хунань (湖南 大学)
- Северо-восточный университет (东北 大学)
- Северо-Западный университет A &amp; F (西北 农林 科技 大学)
- Университет Синьцзян (新疆 大学)
- Юньнаньский университет (云南 大学)
- Университет Чжэнчжоу (学 大学)

### «Первоклассные специальности» по университетам (95 университетов)
- Университет Аньхой (安徽 大学)
- Пекинский университет иностранных языков (北京 外国语 大学)
- Пекинский лесотехнический университет (北京 林业 大学)
- Пекинский университет Цзяотун (北京 交通 大学)
- Пекинский спортивный университет (北京 体育 大学)
- Пекинский университет химической технологии (北京 化工 大学)
- Пекинский университет китайской медицины (北京 中 医药 大学)
- Пекинский университет почты и телекоммуникаций (北京 邮电 大学)
- Пекинский технологический университет (北京 工业 大学)
- Столичный педагогический университет (Normal师范大学)
- Центральная академия драмы (中央 戏剧 学院)
- Центральная академия изящных искусств (中央 美术 学院)
- Центральный китайский педагогический университет (华中师范 大学)
- Центральная консерватория музыки (中央 音乐 学院)
- Центральный университет финансов и экономики (中央 财经 大学)
- Университет Чанъань (长安 大学)
- Чэнду технологический университет (成都 理工 大学)
- Чэнду университет традиционной китайской медицины (成都 中 医药 大学)
- Китайская академия искусств (中国 美术 学院)
- Китайская консерватория музыки (中国 音乐 学院)
- Китайский университет иностранных дел (外交 学院)
- Китайский фармацевтический университет (中国 药 科 大学)
- Китайский университет геонаук (Пекин) (中国 地质 大学 (北京))
- Китайский университет геонаук (中国 地质 大学 (武汉))
- Китайский горно-технологический университет (中国 矿业 大学)
- Китайский горно-технический университет (Пекин) (中国 矿业 大学 (北京))
- Китайский нефтяной университет (Пекин) (中国 石油 大学 (北京))
- Китайский нефтяной университет (Хуадун) (中国 石油 大学 (华东))
- Китайский университет политических наук и права (中国 政法 大学)
- Университет связи Китая (中国 传媒 大学)
- Даляньский морской университет (大连 海事 大学)
- Университет Донхуа (东华 大学)
- Восточно-китайский университет науки и техники (华东 理工 大学)
- Университет Фучжоу (福州 大学)
- Университет Гуанси (广西 大学)
- Гуанчжоуский университет китайской медицины (广州 中 医药 大学)
- Университет Гуйчжоу (学 大学)
- Университет Хайнань (海南 大学)
- Харбинский инженерный университет (哈尔滨 工程 大学)
- Хэбэйский технологический университет (河北 工业 大学)
- Технологический университет Хэфэй (合肥 工业 大学)
- Университет Хэнань (河南 大学)
- Университет Хохай (河海 大学)
- Хуачжунский сельскохозяйственный университет (华中 农业 大学)
- Хунаньский педагогический университет (Normal 师范大学)
- Университет Внутренней Монголии (内蒙古 大学)
- Университет Цзяннань (江南 大学)
- Университет Цзинань (暨南 大学)
- Университет Ляонин (辽宁 大学)
- Наньчанский университет (南昌 大学)
- Нанкинский сельскохозяйственный университет (南京 农业 大学)
- Нанкинский лесотехнический университет (南京 林业 大学)
- Нанкинский педагогический университет (南京 师范大学)
- Нанкинский университет аэронавтики и космонавтики (南京 航空 航天 大学)
- Нанкинский университет китайской медицины (南京 中 医药 大学)
- Нанкинский университет информационных наук и технологий (南京 信息 工程 大学)
- Нанкинский университет почты и телекоммуникаций (南京 邮电 大学)
- Нанкинский университет науки и техники (南京 理工 大学)
- Университет Нинбо (学 大学)
- Университет Нинся (宁夏 大学)
- Северо-Китайский энергетический университет (华北 电力 大学)
- Северо-восточный аграрный университет (东北 农业 大学)
- Северо-восточный лесотехнический университет (东北 林业 大学)
- Северо-восточный педагогический университет (东北 师范大学)
- Северо-западный университет (西北 大学)
- Медицинский колледж Пекинского Союза (北京 协和 医学院)
- Народный университет общественной безопасности Китая (中国 人民 公安 大学)
- Университет Цинхай (青海 大学)
- Второй военно-медицинский университет (第二 军医 大学)
- Шэньси педагогический университет (陕西 师范大学)
- Шанхайская консерватория музыки (上海 音乐 学院)
- Шанхайский университет международных исследований (上海 外国语 大学)
- Шанхайский университет океана (上海 海洋 大学)
- Шанхайский университет (上海 大学)
- Шанхайский университет финансов и экономики (上海 财经 大学)
- Шанхайский университет спорта (上海 体育 学院)
- Шанхайский университет традиционной китайской медицины (上海 中 医药 大学)
- Университет Шихэцзы (石河子 大学)
- Сычуаньский сельскохозяйственный университет (四川 农业 大学)
- Университет Сучжоу (苏州 大学)
- Южно-Китайский педагогический университет (华南 师范大学)
- Юго-западный университет Цзяотун (西南 交通 大学)
- Юго-Западный нефтяной университет (西南 石油 大学)
- Юго-Западный университет (西南 大学)
- Юго-западный университет финансов и экономики (西南 财经 大学)
- Тайюаньский технологический университет (太原 理工 大学)
- Четвёртый военно-медицинский университет (第四 军医 大学)
- Тяньцзиньский медицинский университет (天津 医科大学)
- Тяньцзиньский политехнический университет (天津 工业 大学)
- Тяньцзинский университет традиционной китайской медицины (天津 中 医药 大学)
- Тибетский университет (西藏 大学)
- Университет Китайской академии наук (中国科学院 大学)
- Университет международного бизнеса и экономики (对外 经济 贸易 大学)
- Пекинский университет науки и технологий (北京 科技 大学)
- Уханьский технологический университет (武汉 理工 大学)
- Университет Xidian (西安 电子 科技 大学)
- Университет Яньбянь (延边 大学)
- Университет экономики и права им. Чжуннаня (中南 财经 政法 大学)